# McLeodovy dcery
McLeodovy dcery (v anglickém originále McLeod's Daughters) je australský televizní seriál původně vysílaný společností Nine Network. První díl byl odvysílán 8. srpna 2001, poslední epizoda 31. ledna 2009.

## Děj
Příběh začíná ve chvíli, kdy Jack McLeod zemřel a zanechal svoji zadluženou farmu Drovers Run svým dvěma dcerám.
Před mnoha lety byl Jack ženatý s Prudence a měli spolu dceru Claire a syna Adama. Tragédie však způsobila, že jejich matka Prue a Adam přišli při porodu o život. O několik let později Jack potkal dívku z města Ruth Silvermanovou, se kterou se oženil. Narodila se jim dcera Tess. Tess a Claire spolu vyrůstaly, ale matka pak pětiletou Tess odvezla zpátky do města.
Ruth brzy zemřela na rakovinu prsu. Její dcera Tess se na Drovers Run vrací v naději, že svůj podíl z dědictví prodá a za peníze si ve městě otevře restauraci. Finanční situace na Drovers Run ale není příznivá a Claire nemá peníze na to, aby Tessin podíl odkoupila.
Nakonec Tess na farmě zůstává spolu se sestrou a za vydatné pomoci hospodyně Meg Fountainové, její dcery Jodi a místní dívky Becky. Sestry se rozhodnou dát majetek do pořádku samy. Váhavé a pravděpodobně dočasné partnerství je první krok k jejich sblížení, k zahojení starých ran a ke zlepšení rodinných vztahů.
Později Claire utrpí smrtelnou autonehodu a Tess nezbývá nic jiného, než dále řídit farmu sama. K tomu ji pomáhá Claiřina kamarádka Stevie Hallová, která se na Drovers Run usadí, vdá se za souseda Alexe Ryana. Alex, kterého nešťastnu náhodou zavalí část odlomeného stromu, zanedlouho umírá. Natočí jí poslední vzkaz na kameru, což se Stevie dozví až o něco později po Alexově smrti. Pouhý další den od smrti Stevie porodí syna a po Alexovi ho nazve Alexander. Nikdo mu ale neřekne jinak než Xander. Mezitím se odehrává příběh Tess, která se vdá za Alexova bratra Nicka Ryana, se kterým nakonec odjede do Argentiny. Jodi se dozvídá, že Jack, otec Claire a Tess, je zároveň i její otec, a tak se také stává spolumajitelkou Drovers Run. Jodi naplánuje svou falešnou smrt, aby mohla utéct s přítelem Matem, který je v ochraně svědků (vrací se až v posledním díle těhotná). Na farmě se odehrává i příběh Kate - spolužačky Jodi, která si zde chce zařídit praxi. Zamiluje se do veterináře Davea a spolu s ním také odjíždí. Jejich vztah ale nevyjde.
Od Claiřiny smrti, Tessině odchodu s manželem Nickem a Jodiiny „smrti“, je Drovers Run v rukou jejich sestřenic Grace, Regan a Jasmine McLeodových spolu s Moirou Doyleovou, Stevie Hallovou Ryanovou a Tayler Geddesovou.
McLeodovy dcery
| Herečka         | Postava                                     | Období      |
| --------------- | ------------------------------------------- | ----------- |
| Bridie Carter   | Teresa "Tess" Charlotte Silverman-McLeodová | 2001 - 2006 |
| Lisa Chappell   | Claire Louise McLeodová                     | 2001 - 2003 |
| Rachael Carpani | Jodi Fountainová McLeodová                  | 2001 - 2007 |
| Zoe Naylor      | Regan McLeodová                             | 2005 - 2009 |
| Abi Tucker      | Grace Kingston McLeodová                    | 2007 - 2009 |
| Edwina Ritchard | Jasmine "Jaz" McLeodová                     | 2004 - 2009 |

## Historie
Poise Graeme–Evansová přišla na myšlenku McLeodových dcer na začátku roku 1990. Inspirací jí byly příběhy od přátel, kteří vyrůstali na venkově a také láska k Jižní Austrálii.
Graeme-Evansová předložila projekt společnosti Nine Network, která souhlasila s televizním filmem. Hlavní roli ztvárnili:
- Jack Thomspon jako Jack McLeod
- Kim Wilsonová jako Tess
- Tammy McIntoshová jako Claire

Film byl vysílán v roce 1996.
Společnost Nine Network poté souhlasila s 22 epizodami v 1. sérii v roce 2000. První epizoda byla vysílána v srpnu 2001. Dívalo se na ni 1,89 milionů diváků.
Druhá série byla rovněž úspěšná a McLeodovy dcery se staly třetím nejpopulárnějším dramatem v australské televizi.
Lisa Chappell, která hrála Claire McLeodovou, opustila seriál v říjnu 2003 pro svoji hereckou a pěveckou kariéru.
Odchod Rachael Carpani v roce 2007 znamenal, že v seriálu zůstala pouze jediná původní postava – Aaron Jeffery jako Alex Ryan (který oficiálně odešel v roce 2008).
Dvoustá epizoda byla vysílána 3. října 2007, kdy se do tohoto speciálního dílu vrátil Hugh McLeod (Gracin, Jasminin a Reganin otec). Tuto epizodu sledovalo pouhých 1 008 000 diváků.
Poslední a osmá sezóna byla vysílána 23. července 2008. Seriál bude ukončen během roku 2009.
Hlavní postavy
| Herec                  | Postava                                     | Období      |
| ---------------------- | ------------------------------------------- | ----------- |
| Bridie Carter          | Teresa "Tess" Charlotte Silverman-McLeodová | 2001 - 2006 |
| Lisa Chappell          | Claire Louise McLeodová                     | 2001 - 2003 |
| Rachael Carpani        | Jodi Fountainová McLeodová                  | 2001 - 2007 |
| Jessica Napier         | Becky Howardová                             | 2001 - 2003 |
| Aaron Jeffery          | Alex Ryan                                   | 2001 - 2008 |
| Myles Pollard          | Nick Ryan                                   | 2001 - 2006 |
| Sonia Todd             | Meg Fountainová Dodgeová                    | 2001 – 2007 |
| Brett Tucker           | Dave Brewer                                 | 2003 - 2006 |
| Simmone Jade Mackinnon | Stevie Hallová Ryanová                      | 2003 - 2008 |
| Michala Banas          | Kate Manfrediová                            | 2004 - 2008 |
| Doris Younane          | Moira Doyleová                              | 2001 – 2008 |
| Zoe Naylor             | Regan McLeodová                             | 2005 - 2009 |
| Jonny Pasvolsky        | Matt Bosnich/Rob Shelton                    | 2005 - 2007 |
| Luke Jacobz            | Patrick Brewer                              | 2005 - 2008 |
| Dustin Clare           | Riley Ward                                  | 2006 - 2008 |
| Gillian Alexy          | Tayler Geddesová                            | 2006 – 2008 |
| Matt Passmore          | Marcus Turner                               | 2006 – 2008 |
| Abi Tucker             | Grace Kingston McLeodová                    | 2007 - 2009 |
| Edwina Ritchard        | Jasmine "Jaz" McLeodová                     | 2004 - 2009 |
| Rachael Coopes         | Ingrid Marrová                              | 2007 - 2009 |
| John Schwarz           | Ben Hall                                    | 2008 - 2008 |

Vedlejší postavy (nekompletní seznam)
| Herec              | Postava                     | Období            |
| ------------------ | --------------------------- | ----------------- |
| Marshall Napier    | Harry Ryan/Carl Wetherdon   | 2001 - 2006       |
| John Jaratt        | Terry Dodge                 | 2001 - 2006       |
| Fletcher Humphrys  | Brett „Brick“ Buchanan      | 2001 - 2003       |
| Rodger Corser      | Peter Johnson               | 2001 - 2004       |
| Ben Mortley        | Alberto Borele              | 2001, 2002 - 2003 |
| Kathryn Hartmman   | Sally Clemmentsová          | 2002 - 2005       |
| Richard Healy      | Kevin Fountain              | 2002, 2003, 2006  |
| Inge Hornstra      | Sandra Kinsellová Ryanová   | 2002 - 2006       |
| John Stanton       | Bryce Redstaff              | 2003 - 2007       |
| Craig McLachlan    | Kane Morgan                 | 2004              |
| Basia A’Hern       | Rose Hallová-Smithová       | 2004 - 2008       |
| Dean O’Gorman      | Luke Morgan                 | 2004 - 2005       |
| Anna Torv          | Jasmine McLeodová           | 2004              |
| Josef Bur          | Hugh McLeod                 | 2004, 2005, 2007  |
| Sonja Tallis       | Alessa Manfrediová          | 2005              |
| Tara Morice        | Michelle Hallová - Smithová | 2005              |
| Michelle Langstone | Fiona Webbová Ryanová       | 2006              |
| Sam Healy          | Ashleigh Redstaff           |                   |
| Basia A´Hern       | Rose Hall-Smith             |                   |
| Luke Ford          | Craig Woodlanf              |                   |
| Sandy Winton       | Heath Barratt               |                   |

Poznámka ke sledovanosti série 7: Sledovanost ještě více poklesla, když Rachael Carpani (Jodi Fountainová McLeodová) a Zoe Naylor (Regan McLeodová) opustily sérii 7. Sledovanost však nakrátko stoupla ve svatební den Alexe a Stevie. Tento díl sledovalo 1,401 milionů diváků. Epizodu „Fanning the Flames“ sledovalo pouze 945 tis. diváků a epizodu „Seeing is believing“ sledovalo už jen 905 tisíc diváků.

## Lokality
Gungellan
Lokality v Gungellanu:
- Drovers Run - Drovers Run je farma v McLeodových dcerách. Je předávána z generace na generaci a vždy jí dědili muži, ale teď se to změnilo.
- Killarney – Killarney je farma známá jako impérium Ryanových, kterou vlastnil Harry Ryan. Když zestárl, jeho synové Alex a Nick vedení převzali a poté, co Nick odjel, vedl Alex Killarney sám. Potom přišel jeho nevlastní bratr Marcus a oba dva pak společně Killarney vedli a vlastnili.
- Kinsellas – Kinsellas je místní farma, kterou vede Sandra Kinsellová v letech 2003 – 2006. Jméno se změnilo, když ji koupil Heath Barret.
- Místní hospoda – Místní hospoda je místo, kde každý chodí pít po těžkém pracovním dni. Becky zde pracovala v roce 2001, Jodi krátce v roce 2005 a Tayler zde také pracovala krátce v roce 2007. Hospoda je pravděpodobně jediná v celém Gungellanu.
- The Truck Stop – Truck Stop je místo, kde většina města kupuje potraviny a benzín. Vlastnil ho nejprve Harry Ryan, poté Terry Dodge, potom Moira Doyleová s Regan McLeodovou a nyní je vlastníkem Phill Rakich.
- Radnice – Radnice je místo, kde se odehrávají nejdůležitější události.

Fisher – přilehlé větší město ke Gungellanu.

## Epizody
| Sezóna   | Počet epizod | Období      |
| -------- | ------------ | ----------- |
| Sezóna 1 | 22           | 2001 - 2002 |
| Sezóna 2 | 22           | 2002        |
| Sezóna 3 | 30           | 2003        |
| Sezóna 4 | 32           | 2004        |
| Sezóna 5 | 32           | 2005        |
| Sezóna 6 | 32           | 2006        |
| Sezóna 7 | 32           | 2007        |
| Sezóna 8 | 22           | 2008 - 2009 |

## Hudba
Autorem hudby je Posie Graeme-Evansová a Chris Harriot, písně nazpívala Rebecca Lavelle.
V současné době vyšly 3 soundtracková alba:
- McLeods Daughters vol. 1 – 2 CD
- McLeods Daughters vol. 2 – 1 CD
- McLeods Daughters vol. 3 – 1 CD

## Ocenění
Logie Awards
Seriál McLeodovy dcery byl nominován v mnoha kategoriích. Získal osm ocenění:
2002
- Nejpopulárnější nový ženský talent – Lisa Chappell

2004
- Nejpopulárnější herec – Aaron Jeffery
- Nejpopulárnější herečka – Lisa Chappell
- Nejpopulárnější australský program
- Nejpopulárnější australské seriálové drama

2005
- Nejpopulárnější australské seriálové drama

2007
- Nejpopulárnější herec – Aaron Jeffery